# Batu belah
Pour les articles homonymes, voir Batu (homonymie).
Le batuh bela (ou berawan central, batu belah berawan) est une langue austronésienne parlée en Malaisie, dans l'État de Sarawak. La langue appartient à la branche malayo-polynésienne des langues austronésiennes.

## Classification
Le batu belah est classé par Robert Blust dans les langues berawan, un sous-groupe des langues malayo-polynésiennes occidentales qui fait partie des langues sarawak du Nord. Celles-ci sont rattachées par Blust au groupe bornéo du Nord.
La langue est parlée sur le cours moyen de la rivière baram. Le batu belah est proche d'un autre parler berawan, le long teru.

## Vocabulaire
Exemples du vocabulaire de base du batu belah:
| français | batu belah | Prononciation |
| -------- | ---------- | ------------- |
| deux     | duββeh     |               |
| cinq     | dimmeh     |               |
| nuage    | gikung     |               |
| jour     | iciw       |               |
| eau      | pi         |               |
| fleur    | busek      |               |
| barrière | pagin      |               |
| feuille  | diong      |               |

## Sources
- (en) Blust, Robert, Low Vowel Fronting in Northern Sarawak, Oceanic Linguistics, 39:2, pp. 285-319, 2000.
- (en) Blust, Robert, Òma Lóngh Historical Phonology, Oceanic Linguistics, 46:1, pp. 1-53, 2007.